# 達利和他的情人
《達利和他的情人》是一部2008年西班牙-英國合拍的劇情片，背景設置於1920至1930年代的西班牙，三個當時最具創造力的靑年才俊在大學相識，著手掀起一場改變他們世界的變革。路易斯·布紐爾眼看著另外兩個同伴：超現實主義畫家薩爾瓦多·達利和詩人佛多里柯·賈西亞·羅卡漸漸陷入在當時被視為禁忌的同性之戀。

## 劇情
1922年，18歲的達利來到皇家聖費爾南多美術學院。當時的馬德里學生公寓是個鼓勵西班牙年輕人有所作為，充滿現代氣息的地方。立志成為偉大藝術家的達利很快吸引了大學裡兩名精英人物佛多里柯·賈西亞·羅卡和路易斯·布紐爾的注意，他們三人一起在馬德里聚集了最摩登的藝術圈。
而他們的私生活卻日趨複雜，佛多里柯總是忽視對他愛慕有加的女作家瑪德蓮娜，達利則漸漸感受到佛多里柯對他的吸引。相較達利和佛多里柯日益親密的關係，路易斯與他們則日漸疏離，因此他決定去巴黎追尋自己的藝術夢想。與此同時，達利和佛多里柯去到卡達克斯的一個海邊小村度過夏日，也是當時達利家人的居住地。
達利一家很快接納了佛多里柯，他與達利更是日益親密，直到一天夜晚，他們之間的關係終於越過了友情。在那個視同性戀為禁忌的時代，他們的感情似乎從一開始就受到詛咒。而佛多里柯對達利已愛到難以自拔，內心掙扎的達利為了逃避這一切去了巴黎。在巴黎的達利很快進入上流社會並結識了一名已婚的俄羅斯女子艾蓮娜·伊凡諾芙娜·蒂可諾娃 (Елена Ивановна Дьяконова)，也就是達利日後的妻子卡拉·達利。當佛多里柯來巴黎拜訪他時，他發現現在的達利已不再是他熟悉的那個人。

## 主要角色
- 羅伯·派汀森 飾 薩爾瓦多·達利
- 哈維爾·貝爾登（英语：Javier Beltrán） 飾 佛多里柯·賈西亞·羅卡
- 馬修·麥克諾提 飾 路易斯·布紐爾
- 瑪莉娜·嘉泰兒（英语：Marina Gatell） 飾 瑪德蓮娜
- 雅莉·裘佛（英语：Arly Jover） 飾 卡拉·達利

## 影音光碟發行
英國在2009年7月13日發行2區，分級為15，意即適合15歲以上人士觀看。台灣2009年11月18日發行出租專用版，2009年12月29日發行銷售版3區，分為「限制級」影片。美版於2010年1月26日發行。香港到2010年7月24日才同時發行電影的全區碼、全區碼以及，分為Ⅲ級片。

## 外部連結
- 互联网电影数据库（IMDb）上《達利和他的情人》的资料（英文）
- AllMovie上《達利和他的情人》的资料（英文）
- Box Office Mojo上《達利和他的情人》的資料（英文）
- 爛番茄上《達利和他的情人》的資料（英文）
- Yahoo奇摩電影上《達利和他的情人》的資料（繁體中文）
- 開眼電影網上《達利和他的情人》的資料（繁體中文）